# Lince
O lince (Lynx spp.), também conhecido como lobo-gato, é um mamífero da ordem Carnivora, família Felidae. O nome "lince" originou-se da palavra grega λύγξ, via latim lynx derivada da raiz protoindo-europeia leuk- ("luz", "brilhância"), em referência à luminescência de seus olhos refletores.
O género tem distribuição geográfica vasta mas presente apenas no Hemisfério Norte. Os linces são por vezes classificados dentro do género Felis, apesar de possuírem seu próprio género, Lynx. Em Portugal e na Espanha, está representado pela subespécie (Lynx lynx pardallus), designada como lince mediterrânico ou ibérico.
Os linces são felinos de dimensões um pouco maiores que o gato doméstico, podendo pesar até 30 kg, encontrando-se em geral entre os 12 kg e 20 kg, e têm um comprimento que oscila geralmente entre os 80 e 110 centímetros. São felinos de porte médio, costumando ser menores do que as panteras (leões, tigres, leopardos e jaguares) e pumas mas maiores do que os demais gatos selvagens que vivem em seu habitat. Têm cauda curta e orelhas bicudas, com um tufo de pelos na ponta. A pelagem é de cor cinzento-amarelada ou pardo-avermelhada, dependendo da espécie. Os linces também possuem bigodes ultrassensíveis (vibrissas), pelagem espessa e patas largas como adaptações à vida sobre a neve no inverno.
Os habitats preferenciais dos linces são florestas e zonas de vegetação densa em geral, onde abundem roedores, lagomorfos e cervos, as suas presas preferenciais. Durante o inverno, sua presa principal é a lebre, apesar da dificuldade para a caça, devido à pelagem branca desta. A sua época de acasalamento encontra-se entre fevereiro e março, tendo uma gestação de 12 semanas, resultando no nascimento de um a cinco filhotes. Os recém-nascidos são cegos e surdos, com uma camada de pelos fina. Permanecem com a mãe durante cerca de um ano.

## Espécies de lince
- Lince-euroasiático (Lynx lynx)
- Lince-ibérico (Lynx pardinus)
- Lince-do-canadá (Lynx canadensis)
- Lince-pardo ou lince-vermelho (Lynx rufus), típico das Montanhas Rochosas
- † Lynx issiodorensis, espécie extinta, habitou na Europa durante o Pleistoceno.[16][17]